# Перссон, Мальте
Мальте Перссон (швед. Malte Persson; Пустой шаблон {{ВД-Преамбула}} ) — шведский футболист, нападающий «Хальмстада».

## Клубная карьера
Является воспитанником «Снёсторп Нюхем», за который выступал в шестом шведском дивизионе. В 14-летнем возрасте обратил на себя внимание скаутов «Хальмстада», куда в итоге перешёл в декабре 2022 года. Выступал за юношеские команды клуба. В мае 2025 года подписал с клубом первый профессиональный контракт и стал привлекаться к тренировкам с основной командой. 18 мая во встрече «Мальмё» дебютировал в чемпионате Швеции, заменив на 85-й минуте Виллиама Граната.

## Клубная статистика
| Выступление      | Выступление      | Выступление      | Лига | Лига | Кубки | Кубки | Конт. кубки | Конт. кубки | Итого | Итого |
| Клуб             | Лига             | Сезон            | Игры | Голы | Игры  | Голы  | Игры        | Голы        | Игры  | Голы  |
| ---------------- | ---------------- | ---------------- | ---- | ---- | ----- | ----- | ----------- | ----------- | ----- | ----- |
| Снёсторп Нюхем   | Дивизион 6       | 2021             | 8    | 5    | 0     | 0     | 0           | 0           | 8     | 5     |
| Снёсторп Нюхем   | 2025             | 18               | 33   | 0    | 0     | 0     | 0           | 18          | 33    |       |
| Итого            | Итого            | 26               | 38   | 0    | 0     | 0     | 0           | 26          | 38    |       |
| Хальмстад        | Алльсвенскан     | 2025             | 1    | 0    | 0     | 0     | 0           | 0           | 1     | 0     |
| Хальмстад        | Итого            | Итого            | 1    | 0    | 0     | 0     | 0           | 0           | 1     | 0     |
| Всего за карьеру | Всего за карьеру | Всего за карьеру | 1    | 0    | 0     | 0     | 0           | 0           | 1     | 0     |